# ألبيرتو مانغا
أوغستين البرتو مانغا ماغرو (بالإسبانية: Alberto Manga) (مواليد 21 مايو 1980 في جرانويرس، برشلونة، كاتالونيا) هو لاعب كرة قدم إسباني، يلعب لنادي أغوستيرا في مركز خط الوسط.

## وصلات خارجية
- ألبيرتو مانغا على موقع قاعدة بيانات كرة القدم.إي يو (الإنجليزية)
- ألبيرتو مانغا على موقع Soccerway.com (الإنجليزية)

- BDFutbol profile
- Futbolme profile (بالإسبانية)
- Gavà unofficial profile (بالإسبانية)